# Diossido di rutenio
Il diossido di rutenio o ossido di rutenio(IV) è il composto chimico di rutenio con formula RuO2. In condizioni normali è un solido nero bluastro. È il catalizzatore più utilizzato per reazioni che sviluppano ossigeno. Viene inoltre usato come catalizzatore in svariate applicazioni industriali e come elettrodo in processi elettrochimici. 

## Struttura e proprietà
RuO2 è un ossido stabile. È una polvere nera con riflessi blu, praticamente insolubile in acqua. Ha una struttura cristallina tipo rutilo, come il diossido di titanio e molti altri ossidi metallici. Può formare idrati RuO2•nH2O.

## Sintesi
Si può preparare per sintesi diretta a 1000 °C a partire dagli elementi, o per pirolisi di alogenuri di rutenio (tipicamente dal tricloruro).

## Utilizzi
RuO2 viene utilizzato nel rivestimento di anodi di titanio per la produzione elettrolitica di cloro e per la fabbricazione di resistenze e circuiti integrati.

## Sicurezza
RuO2 non è considerato pericoloso, ma è irritante per gli occhi.